# 市立宇和島病院
市立宇和島病院（しりつうわじまびょういん）は、愛媛県宇和島市御殿町にある公立病院。

## 概要
宇和島地域の中核病院であり、宇和島地域の災害拠点病院に指定されている。南予救命救急センターも併設され、南予地方の第三次救急医療機関としての役割を担っている。
現在の建物は2009年に新築された。新築に伴い病床が559床から435床へ削減され、駐車場の拡大やヘリポートの設置などが行われた。建物は地下1階･地上8階一部10階となっている。
宇和島市は市立宇和島病院の他、宇和島市立津島病院･宇和島市立吉田病院を設置･運営している。

## 沿革
- 1910年（明治43年）に広小路に仮病院を設置。
- 1911年（明治44年）に町立宇和島病院として診察を開始。
- 1921年（大正10年）に市制となり、市立宇和島病院に改称。
- 1945年（昭和20年）に空襲で病院は焼失し、大石町に仮病院を設置。
- 1948年（昭和23年）に新病舎1棟を竣工を機に、本病院へ移転した[2]。
- 2020年（令和2年）4月1日より愛媛県から地域医療支援病院として承認され、4番目となった[3]。

## 診療科目
- 内科
- 消化器内科
- 循環器内科
- 呼吸器内科
- 血液内科
- 糖尿病内科
- 内分泌内科
- 外科
- 消化器外科
- 乳腺外科
- 頭頸部外科
- 呼吸器外科
- 肛門外科
- 心臓血管外科
- 整形外科
- リウマチ科
- 脳神経外科
- 小児科
- 産婦人科
- 眼科
- 耳鼻咽喉科
- 皮膚科
- 泌尿器科
- 歯科口腔外科
- 麻酔科
- 放射線科
- 臨床検査科
- リハビリテーション科

## 交通アクセス
- 宇和島自動車「市立病院前」で下車。